# VSV (roman)
VSV is een roman van Leon de Winter uit 2012. VSV is verkrijgbaar als e-boek, paperback en hardcover.

## Voorwoord auteur
Deze roman heeft een historisch feit als uitgangspunt maar is fictie en staat los van de werkelijkheid. Feiten en fictie zijn vermengd en dat geldt ook voor de in het boek voorkomende personen, bedrijven, organisaties en plekken. De incidenten, handelingen, gesprekken en gebeurtenissen zijn bedacht door de auteur.

## Inhoud
Filmmaker Theo van Gogh verkeert al jaren in het voorgeborchte en slaagt tot ieders verbazing aldaar voor het examen beschermengel. Een na hem overleden Amerikaanse priester Jimmy Davis stuurt hem terug naar de aarde ter bescherming van een in Amerika levende Amsterdamse crimineel met joodse wortels Max Kohn. Jimmy blijkt in de limbus de aangewezen mentor van Theo en heeft na zijn dood zijn hart afgestaan aan genoemde Max Kohn.
Kohn besluit de goede werken van de priester voort te zetten. Hij krijgt zijn kans als jonge Marokkanen uit een voetbalteam  op instigatie van een  Syrische prediker Abu Khaled een drievoudige actie uitvoeren in de hoofdstad. Ze blazen achtereenvolgens de parkeergarage onder de Stopera op, kapen op Schiphol een Turks verkeersvliegtuig en gijzelen 300 leerlingen en de onderwijzers van de basisschool VSV, de Vondel School Vereeniging. 
Waar het stadsbestuur van Amsterdam en de Nederlandse regering gespannen meekijken, weet Max Kohn de gijzeling  in de school te beëindigen. Hij wordt geholpen door een vreemd “Licht-Incident”, gebaseerd op de theorieën van Richard Feynman, dat van de beschermengel Theo van Gogh zou zijn. Zes maanden later verschijnt de beschermengel dwingend in een droom aan Leon de Winter, die besloten heeft over de gebeurtenissen in Amsterdam een boek te schrijven.
Aan het eind van het boek is Theo van Gogh definitief meester van zijn situatie. Hij fietst achteloos Mohammed Bouyeri voorbij, die hem nooit meer kan raken. Op de plaats waar hij is beland gaat het leven verder zoals hij dat wil. Hij wordt niet vermoord en groet onderweg op zijn fiets zijn eigen beschermengel, Pim Fortuyn, die het heel wat slechter had gedaan als beschermengel. De Goddelijke Kale neemt de ochtendkranten door met zijn keffertjes aan zijn zijde. Na de uitwisseling van de wederzijdse ochtendgroet blijft Theo lekker fietsen op zijn stevige omafiets in zijn eigen verbeterde versie.